# 中国—安提瓜和巴布达关系
中國—安提瓜和巴布達關係（英語：China–Antigua and Barbuda relations）是指中國和安提瓜和巴布達之間的外交關係。

## 中安建交
1982年12月21日兩國在中華人民共和國國務院副總理鄧小平和安提瓜和巴布達總理維爾·伯德的見證下宣布将于1983年1月1日正式建交，当时安提瓜和巴布達宣佈獨立尚不到兩年。由於中國支持安提瓜和巴布達參與聯合國，兩國關係相對和緩。

## 經貿關係
雙邊貿易主要為中國出口。据中国海关总署统计，2002年，中國向安提瓜和巴布達出口約188萬美元，進口約106萬美元。到了2012年贸易额为7.47亿美元。當中中國向安提瓜和巴布達出口7.47億美元，向安提瓜和巴布達进口7.1万美元。中國主要出口的貨品包括船舶、纺织品、日用家电、塑料橡胶制品和矿物燃料等。

## 文化關係
2005年，中國宣布安提瓜和巴布達为中国公民出境旅游目的地国。中国人民解放军军乐团、山东省杂技团和天津青年京剧团、河南文化艺术团都曾前往安提瓜和巴布達演出。

## 签证
2014年11月18日，安提瓜和巴布達单方面允许中国公民持普通护照免签证入境安提瓜和巴布達30天，2024年1月24日双方签署互免签证协议，2024年5月11日起生效，协议规定每180天总停留时间不超过90天。

## 外部連結
- 中华人民共和国驻安提瓜和巴布达大使馆官方网站（简体中文）（英文）
  - 中华人民共和国驻安提瓜和巴布达大使馆经贸之窗官方网站（简体中文）